# Песьянский сельсовет
Песья́нский сельсове́т — упразднённые муниципальное образование со статусом сельского поселения в составе Куртамышского района Курганской области России. 
Административный центр — село Песьяное.
Законом Курганской области от 12 мая 2021 года № 48 к 24 мая 2021 года упразднён в связи с преобразованием муниципального района в муниципальный округ.

## История
В соответствии с Законом Курганской области от 6 июля 2004 года № 419 сельсовет наделён статусом сельского поселения.

## Население
| 1989 | 2002  | 2010  | 2012  | 2013  | 2014 | 2015 |
| ---- | ----- | ----- | ----- | ----- | ---- | ---- |
| 1669 | ↘1456 | ↘1122 | ↘1069 | ↘1014 | ↘936 | ↘908 |
| 2016 | 2017  | 2018  | 2019  | 2020  |      |      |
| ↘869 | ↘862  | ↘842  | ↘812  | ↘793  |      |      |

## Состав сельского поселения
| № | Населённый пункт | Тип населённого пункта       | Население |
| - | ---------------- | ---------------------------- | --------- |
| 1 | Ключики          | деревня                      | ↘177      |
| 2 | Лебяжье          | деревня                      | ↘99       |
| 3 | Песьяное         | село, административный центр | ↘723      |
| 4 | Степное          | деревня                      | ↘123      |